# Bryum mendax
Bryum mendax là một loài rêu trong họ Bryaceae. Loài này được Podp. mô tả khoa học đầu tiên năm 1973.